# Shannon Lucid
Shannon W. Lucid, född 14 januari 1943 i Shanghai i Kina, är en amerikansk astronaut uttagen i astronautgrupp 8 den 16 januari 1978. Lucid växte upp i Oklahoma City i Oklahoma. På University of Oklahoma blev hon Filosofie doktor i biokemi 1973.

## Familjeliv
Shannon Lucid är gift med Michael F. Lucid och har två döttrar, en son och fem barnbarn.

## Karriär
Lucid blev 1996 den kvinna som dittills varit längst tid i rymden, ett rekord som slogs först 2007 av Sunita Williams. Lucid har varit CAPCOM (Capsule Communicator) vid Lyndon B. Johnson Space Center i Houston, det vill säga i princip den enda som talar direkt med besättningen på en rymdfärd, under flera uppdrag med NASA:s rymdskyttel, bland annat under Christer Fuglesangs resor med STS-116 och STS-128.

## Rymdfärder
- STS-51-G
- STS-34
- STS-43
- STS-58
- Mir NASA-1
  - Upp med STS-76 och togs ner med STS-79

### Rymdfärdsstatistik
| Färd       | Datum                        | Tid        | EVA     |
| ---------- | ---------------------------- | ---------- | ------- |
| STS-51-G   | 17 - 24 juni 1985            | 169:38:52  | 0:00:00 |
| STS-34     | 18 - 23 oktober 1989         | 119:39:21  | 0:00:00 |
| STS-43     | 2 - 11 augusti 1991          | 213:21:25  | 0:00:00 |
| STS-58     | 18 oktober - 1 november 1993 | 336:12:32  | 0:00:00 |
| Mir NASA-1 | 22 mars - 26 september 1996  | 4516:00:14 | 0:00:00 |
| Totalt     | Totalt                       | 5354:52:24 | 0:00:00 |